# 證券市場導報
證券市場導報是由深圳證券交易所主辦的一份中華人民共和國證券刊物（月刊），證券市場導報也是該國首份證券專業刊物。證券市場導報於1991年7月3日起在內部發行，1993年1月公開發行。

## 外部連結
- 官方网站